# Generosidad
La generosidad  es el hábito de dar o compartir con los demás sin esperar o recibir nada a cambio. Comparado a menudo con la caridad como virtud. La generosidad se acepta extensamente en la sociedad como un hábito deseable. En momentos de desastres naturales, los esfuerzos de la ayuda son con frecuencia proporcionados, o con la intención de ayudar voluntariamente, por individuos o grupos que actúan de manera unilateral en su entrega de tiempo, de recursos, de mercancías, de cobijo, etc.
La generosidad puede también ser de tiempo personal, de dinero, o de trabajo, para otros, sin la recompensa envuelta. Aunque el término generosidad, va a menudo de común acuerdo con caridad, mucha gente en el ojo del público desea el reconocimiento de sus buenos actos. Las donaciones son necesarias para apoyar a organizaciones y a sus comités, pero sin embargo, la generosidad no debería estar limitada a épocas de gran necesidad tales como desastres y situaciones extremas, ya que la generosidad no ha de estar basada solamente en el estado económico o material muy bajo, sino que por el contrario, esto incluye las intenciones puras del individuo de mirar hacia fuera para el bien común de la sociedad, o bien de terceros individuos o grupos, y así dar ejemplo a los demás.
La generosidad es una virtud que difícilmente se puede apreciar en los demás con objetividad. En el momento de juzgar los actos de otras personas, estaremos normalmente centrando la atención en el que recibe o en las características de la aportación. Por ejemplo, si nos enteramos de que alguna persona sin problemas económicos ha regalado una cantidad de dinero a algún pariente suyo con necesidades, es lógico que le llamemos «generoso». Sin embargo, esa aportación seguramente no le ha costado mucho esfuerzo. En realidad, desconocemos el motivo del acto: ¿ha sido por reconocer la necesidad de su pariente o por no sentirse culpable, etc. Es decir, podemos identificar distintos medios o maneras para poder llevar a cabo un acto de generosidad, pero un acto será muestra de generosidad o no, de acuerdo con la intensidad con que se viva la virtud y la rectitud de los motivos.  
Así, se distingue por una parte entre el altruismo, definido como «procurar el bien ajeno aún a costa del propio», y por otra parte, la generosidad, definida como «ofrecerle a alguien más de lo que espera o requiere».
Se sabe que la hormona oxitocina está relacionada con la generosidad, y un experimento realizado sobre su impacto indicó que la hormona afectaba dos veces más a la generosidad que al altruismo. Esto sugiere que a diferencia del altruismo, la generosidad, aunque claramente relacionada con lo primero, también está asociada a una identificación emocional con otra persona.

## Evolución humana
En un estudio publicado en 2012 por Journal of Experimental Psychology: General, investigadores de las universidades de Carolina del Norte en Chapel Hill y Harvard confirmaron su hipótesis de trabajo en el sentido de que la avaricia o codicia prevalece sobre la generosidad porque los estímulos negativos tienen efectos más poderosos que los positivos. Aunque concentrarse en lo negativo puede causar tristeza, en términos evolucionistas tiene más sentido como habilidad de supervivencia. Por otra parte, según el estudio, hombres y mujeres muestran los mismos niveles de generosidad y avaricia.